# Marie-Theres Nadig
Marie-Theres Nadig (Flums, 8 marzo 1954) è un'ex sciatrice alpina e allenatrice di sci alpino svizzera.
Atleta polivalente, è stata una delle sciatrici di punta della nazionale svizzera negli anni 1970 ed è stata portabandiera della Svizzera durante la cerimonia di apertura dei XIII Giochi olimpici invernali di Lake Placid 1980; campionessa olimpica nella discesa libera e nello slalom gigante a Sapporo 1972, nel suo palmarès vanta, tra l'altro, una Coppa del Mondo generale e due di specialità.

## Biografia

### Carriera sciistica

#### Stagioni 1972-1979
In Coppa del Mondo ottenne il primo piazzamento il 3 dicembre 1971 quando, diciassettenne, si classificò 6ª in discesa libera a Sankt Moritz; in quella stessa stagione 1971-1972 conquistò anche il primo podio nel circuito, il 18 gennaio a Grindelwald nella medesima specialità (2ª), e s'impose alla ribalta mondiale agli XI Giochi olimpici invernali di Sapporo 1972, sua prima presenza olimpica, dove a sorpresa vinse le medaglie d'oro nella discesa libera e nello slalom gigante davanti alla favorita Annemarie Moser-Pröll; non completò invece lo slalom speciale.
Ai Mondiali di Sankt Moritz 1974 fu 5ª nella discesa libera e vinse la sua prima gara di Coppa del Mondo il 24 gennaio 1975 a Innsbruck, ancora una discesa libera; l'anno dopo ai XII Giochi olimpici invernali di Innsbruck 1976 si classificò 5ª nello slalom gigante e non completò lo slalom speciale, mentre ai Mondiali di Garmisch-Partenkirchen 1978 fu 4ª nella discesa libera.

#### Stagioni 1980-1981
Dopo un periodo di appannamento, la Nadig ritornò al successo verso la fine della carriera. Ai XIII Giochi olimpici invernali di Lake Placid 1980, sua ultima partecipazione olimpica, dopo esser stata portabandiera della Svizzera durante la cerimonia di apertura vinse la medaglia di bronzo nella discesa libera dietro alla Moser-Pröll e a Hanni Wenzel in una gara condizionata dal freddo e dal vento; non completò invece né lo slalom gigante (nonostante un'ottima partenza), né lo slalom speciale. Sempre nella stagione 1979-1980 vinse la sua prima Coppa del Mondo di discesa libera con 25 punti di vantaggio sulla Moser-Pröll, fu 3ª nella classifica generale e 2ª in quella di slalom gigante, sopravanzata in entrambi i casi dalla Wenzel (rispettivamente di 90 e di 30 punti); i suoi podi quell'anno furono dodici, con nove vittorie.
Nel corso della sua ultima stagione agonistica, 1980-1981, la Nadig ottenne undici podi con nove vittorie, vinse sia la Coppa del Mondo generale (con 38 punti di margine su Erika Hess) sia quella di discesa libera (con 10 punti in più di Doris De Agostini) e s'impose anche nella classifica di combinata, che tuttavia all'epoca non prevedeva l'assegnazione di una coppa di cristallo; fu inoltre 2ª nella classifica di slalom gigante, superata di 5 punti da Tamara McKinney. Il suo ultimo podio in carriera fu la vittoria nello slalom gigante disputato a Furano il 13 marzo 1981 con un distacco record di cinque secondi e venti centesimi sulla Moser-Pröll; due giorni dopo nella medesima località ottenne il suo ultimo piazzamento in carriera, il 15º posto nello slalom speciale.

### Carriera da allenatrice
Personalità forte e un po' scontrosa, dotata di un fisico potente anche se poco aggraziato, non fu mai molto amata dai suoi connazionali, che le preferivano l'avvenente Doris De Agostini; fu invece molto popolare in Giappone dove, dopo essersi ritirata, organizzò numerosi stage di sci alpino.
Dal 1993-1994 al 1998-1999 è stata allenatrice della squadra femminile svizzera di discesa libera in Coppa Europa, e dal 1999-2000 al 2003-2004 della squadra A in Coppa del Mondo. Nella stagione 2004-2005 è stata allenatrice capo dell'intera nazionale femminile svizzera.

## Palmarès

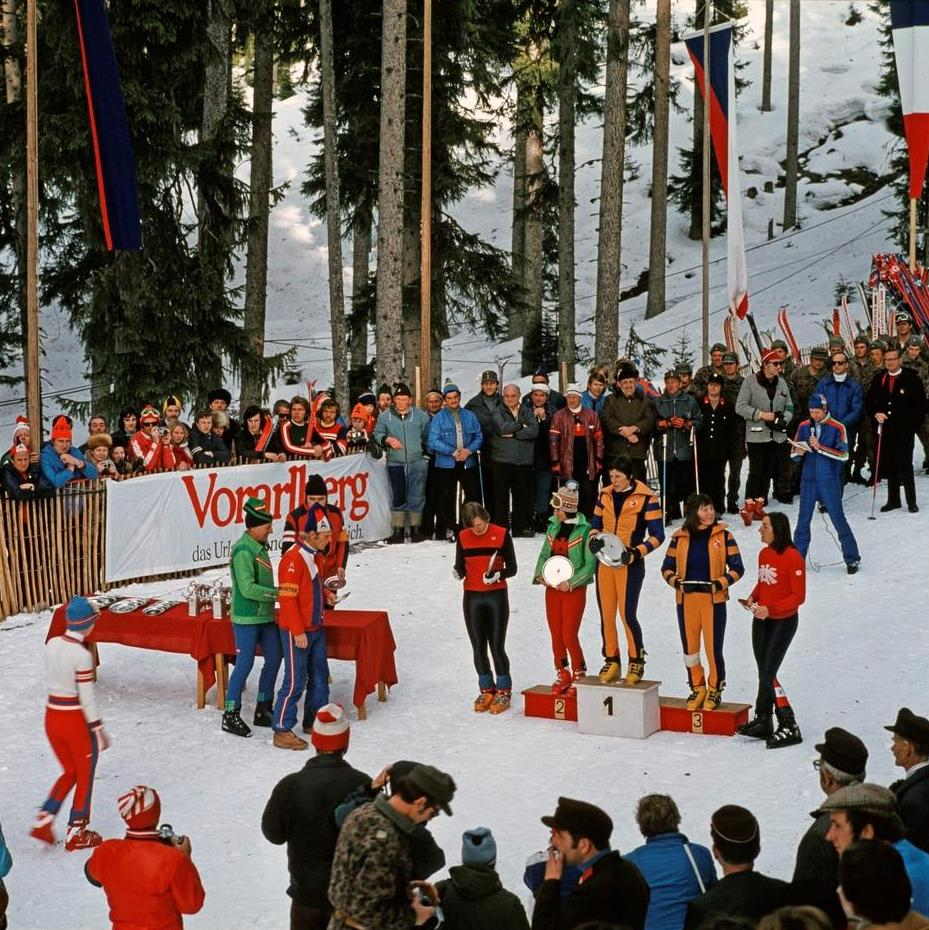
Il podio della discesa libera di Coppa del Mondo disputata il 15 gennaio 1975 a Schruns: Bernadette Zurbriggen (1ª, al centro), Ingrid Gfölner (2ª, a sinistra) e Marie-Theres Nadig (3ª, a destra)

### Olimpiadi
- 3 medaglie, tutte valide anche ai fini dei Mondiali:
  - 2 ori (discesa libera, slalom gigante a Sapporo 1972)
  - 1 bronzo (discesa libera a Lake Placid 1980)

### Coppa del Mondo
- Vincitrice della Coppa del Mondo nel 1981
- Vincitrice della Coppa del Mondo di discesa libera nel 1980 e nel 1981
- Vincitrice della classifica di combinata nel 1981[5]
- 57 podi:
  - 24 vittorie
  - 12 secondi posti
  - 21 terzi posti

#### Coppa del Mondo - vittorie
| Data             | Località         | Paese          | Specialità |
| ---------------- | ---------------- | -------------- | ---------- |
| 24 gennaio 1975  | Innsbruck        | Austria        | DH         |
| 11 marzo 1975    | Jackson Hole     | Stati Uniti    | DH         |
| 26 gennaio 1977  | Crans-Montana    | Svizzera       | KB         |
| 7 dicembre 1977  | Val-d'Isère      | Francia        | DH         |
| 18 dicembre 1978 | Val-d'Isère      | Francia        | KB         |
| 19 marzo 1979    | Furano           | Giappone       | GS         |
| 5 dicembre 1979  | Val-d'Isère      | Francia        | DH         |
| 6 dicembre 1979  | Val-d'Isère      | Francia        | KB         |
| 14 dicembre 1979 | Piancavallo      | Italia         | DH         |
| 19 dicembre 1979 | Zell am See      | Austria        | DH         |
| 7 gennaio 1980   | Pfronten         | Germania Ovest | DH         |
| 15 gennaio 1980  | Arosa            | Svizzera       | DH         |
| 20 gennaio 1980  | Bad Gastein      | Austria        | DH         |
| 2 marzo 1980     | Mont-Sainte-Anne | Canada         | GS         |
| 3 dicembre 1980  | Val-d'Isère      | Francia        | DH         |
| 8 dicembre 1980  | Limone Piemonte  | Italia         | GS         |
| 12 dicembre 1980 | Piancavallo      | Italia         | DH         |
| 12 dicembre 1980 | Limone Piemonte  | Italia         | KB         |
| 19 gennaio 1981  | Crans-Montana    | Svizzera       | DH         |
| 27 gennaio 1981  | Les Gets         | Francia        | KB         |
| 29 gennaio 1981  | Megève           | Francia        | DH         |
| 10 febbraio 1981 | Maribor          | Jugoslavia     | GS         |
| 13 marzo 1981    | Furano           | Giappone       | GS         |

Legenda:

DH = discesa libera

GS = slalom gigante

KB = combinata

### Campionati svizzeri
- 5 medaglie (dati parziali):
  -  4 ori (discesa libera, combinata nel 1972; slalom gigante nel 1976; slalom gigante nel 1980)[senza fonte]
  - 1 argento (slalom gigante[6] nel 1972)

## Statistiche

### Podi in Coppa del Mondo
| Stagione/Specialità | Discesa libera | Discesa libera | Discesa libera | Slalom gigante | Slalom gigante | Slalom gigante | Combinata | Combinata | Combinata | Podi totali |
| ------------------- | -------------- | -------------- | -------------- | -------------- | -------------- | -------------- | --------- | --------- | --------- | ----------- |
| Stagione/Specialità | 1º             | 2º             | 3º             | 1º             | 2º             | 3º             | 1º        | 2º        | 3º        | Podi totali |
| 1972                |                | 2              | 1              |                |                | 2              |           |           |           | 5           |
| 1973                |                |                |                |                |                | 1              |           |           |           | 1           |
| 1974                |                | 1              | 2              |                | 1              |                |           |           |           | 4           |
| 1975                | 2              | 1              | 3              |                |                |                |           |           |           | 6           |
| 1976                |                |                | 1              |                |                | 1              |           |           |           | 2           |
| 1977                |                | 2              | 2              |                |                |                | 1         |           |           | 5           |
| 1978                | 1              |                | 3              |                |                |                |           |           |           | 4           |
| 1979                |                | 1              | 1              | 1              | 1              | 2              | 1         |           |           | 7           |
| 1980                | 6              | 1              |                | 2              | 1              | 1              | 1         |           |           | 12          |
| 1981                | 4              | 1              |                | 3              |                |                | 2         |           | 1         | 11          |
| Totale              | 13             | 9              | 13             | 6              | 3              | 7              | 5         | 0         | 1         | 57          |
| Totale              | 35             | 35             | 35             | 16             | 16             | 16             | 6         | 6         | 6         | 57          |

## Riconoscimenti
- Sportiva svizzera dell'anno 1972[1]